# Orden des Regierenden Hauses

Großkreuz des Ordens des Regierenden Hauses

Der Orden des Regierenden Hauses (rumänisch Ordinul Casei Domnitoare) geht auf den am 5. Dezember 1841 gestifteten Fürstlichen Hausorden von Hohenzollern zurück und wurde am 16. Dezember 1935 per Dekret durch Carol II., der dieser Dynastie entstammte, in das Ordenssystem des Königreichs Rumänien übernommen. Er war zur Anerkennung dem Königshaus geleisteten Dienst vorgesehen und konnte an In- und Ausländer zur Verleihung kommen.

## Ordensklassen
Der Orden besteht aus sieben Klassen sowie einem Verdienstkreuz in zwei Klassen und einer affiliierten Medaille in zwei Stufen:
- Großkreuz
- Großoffizier
- Komtur
- Offizier
- Ritter A
- Ritter B
- Ritter C
  - Kreuz I. Klasse
  - Kreuz II. Klasse
    - Goldene Medaille
    - Silberne Medaille

Seit dem 26. November 1937 konnten der Orden sowie das Verdienstkreuz und die Medaille für Militärverdienste auch mit Schwertern verliehen werden.

## Ordensdekoration
Das Ordenszeichen ist ein goldenes weiß emailliertes Ruppertkreuz mit schwarzer Einfassung, unter dessen Kreuzarmen ein dichter grün emaillierter Kranz aus Lorbeer- (recht) und Eichenblättern (links)  verläuft. Im ebenfalls weiß emaillierten Medaillon, das von einem blau emaillierten Reif mit der Inschrift NIHIL SINE DEO (Nichts ohne Gott) umschlossen ist, der rumänische Adler. Auf dessen Brust liegt das Hohenzollernsche Wappenschild. Rückseitig die gekrönte und gespiegelte Initiale C (Carol).

## Trageweise
Das Großkreuz besteht aus einem brillierten achtstrahligen Stern, der auf der linken Brustseite getragen wurde. Großoffiziere dekorierten den Orden mit einem vierstrahligen Bruststern sowie einem Halsorden, der auch vom Komtur getragen wurde.
Das Offizier trugen die Auszeichnung ebenso wie die Ritter am Band auf der linken Brustseite, allerdings mit aufliegender Rosette.
Beim Ordenszeichen der Ritter A ist eine Krone und der Ritter B ein dreiblättriges silbernes Eichenlaub zwischen Ordenszeichen und Tragering angebracht.
Das Ordensband ist weiß mit drei breiten schwarzen Streifen.